# بسارسك
البسارسك (الاسم العلمي: Bassariscus) (بالإنجليزية: ringtails)‏ هو جنس من الحيوانات يتبع الفصيلة الراكونية من رتبة اللواحم.

## أنواع البسارسك
- قط حلقي الذيل
- أسيد الجب